# Гаплогруппа U2d (мтДНК)
Гаплогруппа U2d — гаплогруппа митохондриальной ДНК человека.

## Субклады
- U2d
  - U2d1
  - U2d2
  - U2d3
  -  U2d4

## Распространение

### Кавказ
Абхазо-адыгские народы
- абхазы — 1,5 % (137)[1]

Картвелы
- мегрелы — 2,6 % (77)[1]

Тюркоязычные народы
- балкарцы — 0,9 % (235)
  - чегемцы — 3,3 % (60)

## Палеогенетика

### Бронзовый век
Полтавкинская культура
- I0371 | SVP11 __ Grachevka II (kurgan 1, grave 1) __ Грачевка (Красноярский район), Самарская область, Россия __ 2875-2580 calBCE (4130±30 BP, Beta-392488) __ М __ R1b1a2 (L773, L265, F1794, PF6475, L500, PF6482, PF6495, PF6505, PF6509, CTS12478) > R-M12149 # U2d2.[3]

Тель-Мегиддо
- I8188 | S8188.E1.L1 __ Мегидо (региональный совет), Северный округ (Израиль) __ 1800–1650 BCE __ М __ J1a2b > J-Z2324 # U2d.[4]

### Средние века
Королевство Польское
- B490 __ Цедыня __ Грыфинский повет, Западно-Поморское воеводство, Польша __ 10th–14th c. AD __ U2d2.[5]

## Публикации
2008
- Malyarchuk B; Derenko M; Perkova M; Vanecek T. (Октябрь 2008). Mitochondrial Haplogroup U2d Phylogeny and Distribution. Human Biology. 80 (5): 565–571. doi:10.3378/1534-6617-80.5.565. PMID 19341323.

2010
- Литвинов С. С. Изучение генетической структуры народов Западного Кавказа по данным о полиморфизме Y-хромосомы, митохондриальной ДНК и Alu-инсерций. — Уфа, 2010. — 23 с.

2015
- Płoszaj T; Jerszyńska B; Jędrychowska-Dańska K; Lewandowska M; Kubiak D; Grzywnowicz K; Masłowska A; Witas HW. (Июнь 2015). Mitochondrial DNA genetic diversity and LCT-13910 and deltaF508 CFTR alleles typing in the medieval sample from Poland. HOMO. 66 (3): 229–250. doi:10.1016/j.jchb.2014.11.003. PMID 25896719.
- Mathieson I, Lazaridis I, Rohland N; et al. (Декабрь 2015). Genome-wide patterns of selection in 230 ancient Eurasians. Nature. 528 (7583): 499–503. doi:10.1038/nature16152. PMC 4918750. PMID 26595274. {{cite journal}}: Явное указание et al. в: |author= (справка)Википедия:Обслуживание CS1 (множественные имена: authors list) (ссылка)

2019
- Джаубермезов М. А., Екомасова Н. В., Рейдла М., Литвинов С. С., Габидуллина Л. Р., Виллемс Р., Хуснутдинова Э. К. Генетическая характеристика балкарцев и карачаевцев по данным об изменчивости митохондриальной ДНК // Генетика. — 2019. — Т. 55, № 1. — С. 110—120.

2020
- Agranat-Tamir L, Waldman S, Martin MAS; et al. (Май 2020). The Genomic History of the Bronze Age Southern Levant. Cell. 181 (5): 1146-1157.e11. doi:10.1016/j.cell.2020.04.024. PMID 32470400. {{cite journal}}: Явное указание et al. в: |author= (справка)Википедия:Обслуживание CS1 (множественные имена: authors list) (ссылка)